# 中村卓哉
中村 卓哉（なかむら たくや、1960年12月25日 - ）は、童夢の主要メンバーの一人であり、SUPER GTなどのレーシング事業では監督を務めた。2015年に童夢の取締役に就任。兵庫県加古川市出身。

## 概要
航空機関連の会社から童夢に転職後は、一貫して開発部門に在籍しており、童夢F104(F3000)、童夢F105(F1プロトタイプマシン)、JTCCアコード等数々の車両設計に携わってきた。
1997年から全日本GT選手権にavex童夢無限NSXで参戦（1998年からTAKATA童夢無限NSX）した際は、監督として采配を振った。1999年から2002年までは、無限と童夢とが「無限×童夢プロジェクト」のチーム名で参戦しており、その際は無限の熊倉淳一が監督を務めていたが、2003年に無限と童夢とが独立し、それぞれが単独チームで参戦した際は、再度童夢レーシングチームの監督を務めることになった。翌年は1台体制になったが、2005年よりホンダワークスとしてTeam Honda Racingの監督に就任。翌年は代表者・監督の兼任となる。
なお、2006年のSUPER GT第8戦において、小暮卓史に無線で「小暮、エンジンの調子が悪かったらペース落とせよ」とエンジン不調のためのペースダウンの指示をしている。しかし、その無線の話し方が明らかにHONDAチーム同士での順位調整を匂わす言い方であったため、その時の無線のやり取りを聞いた脇阪寿一に「中村さんは俳優にはなれない」と言われていた。
2013年のレースを最後にレーシングチームの監督を引退し、2014年からNSX CONCEPT-GTに車両切り替えと同時に同社の天澤天二郎に監業を引継いだ。
GTカーの設計開発能力に長けており、そこで培われた炭素繊維複合材料を用いた設計経験が豊富である。